# Palazzo Salis (Tirano)
Palazzo Salis a Tirano (XVI-XVII secolo) è uno dei principali palazzi storici della Valtellina. Con i suoi circa 6000 m² riccamente decorati con affreschi ed arredati con oggetti d'epoca, il palazzo è stato interamente restaurato nel corso degli ultimi vent'anni e accoglie migliaia di visitatori tutti gli anni per la visita della parte aperta al pubblico. Palazzo Salis è sotto la Sovrintendenza per la tutela dei beni culturali, artistici e paesaggistici della Lombardia.

## Descrizione
Il palazzo nasce da un rifacimento ed unione di quattro palazzi nobiliari del XVI secolo, ed è rimasto attraverso i secoli sempre di proprietà della famiglia Salis (oggi Sertoli Salis). Si sviluppa su una struttura che presenta una facciata di stile tardo-cinquecentesco, fiancheggiata da due torri, con un portale centrale barocco realizzato su disegno di Jacopo Barozzi da Vignola. 

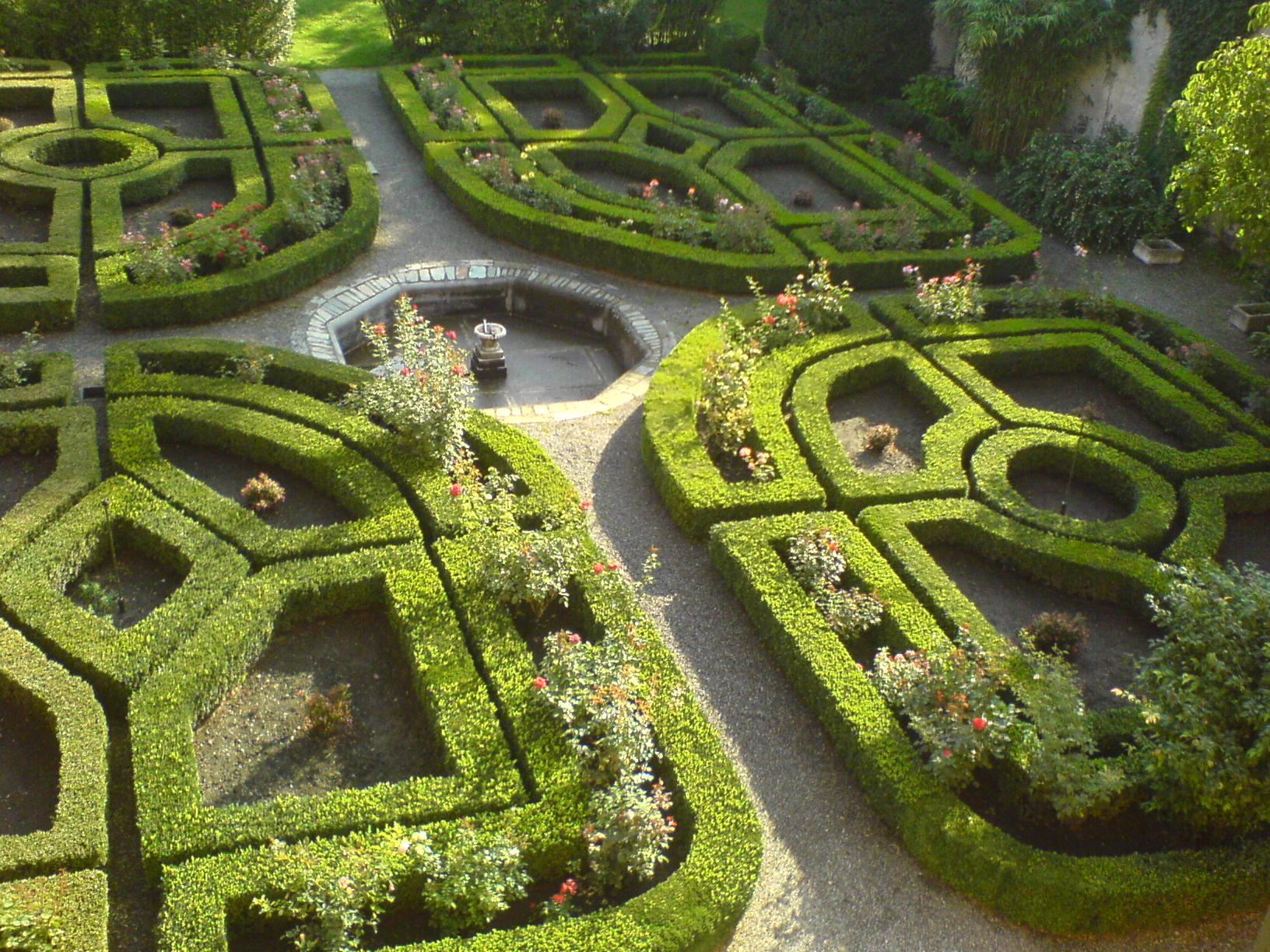
Giardino all'italiana

Dall'ingresso s'infila un portico che conduce al giardino interno "all'italiana", uno dei più significativi della Lombardia e senz'altro il più noto in Valtellina. 

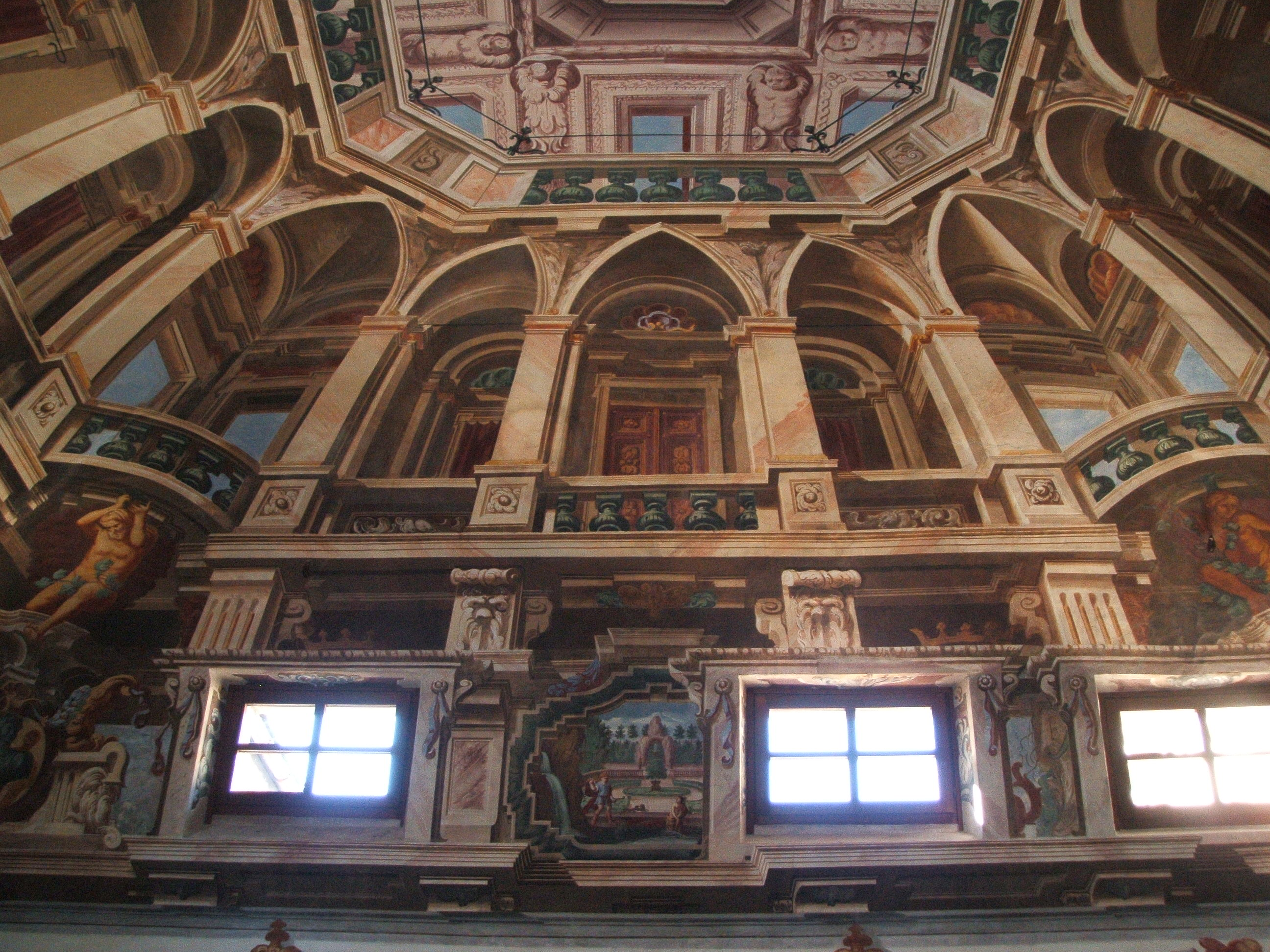
Saloncello volta

All'interno del palazzo, di notevole interesse si trova un circuito museale di dieci sale riccamente decorate ed affrescate, tra cui il cosiddetto "Saloncello", importante sala a volta con affreschi a trompe-l'œil, punto d'incontro del potere politico in Valtellina nel XVII e XVIII secolo. La visita include anche l'affaccio sulla chiesetta barocca di famiglia, una delle prime chiese dedicate a san Carlo Borromeo (1612). 
Tutte le sale del museo si affacciano sull'antica corte cinquecentesca detta "corte rustica", o "corte dei cavalli". 
L'accesso al museo avviene salendo l'imponente scalone d'onore e transitando per il Salone d'onore, che presenta un soffitto affrescato con decorazioni pittoriche settecentesche attribuite al Cucchi, coadiuvato dal quadraturista Crivelli.

## Storia
La famiglia Salis ha giocato un importante ruolo nella storia della Valtellina a partire da circa metà 1600, quando il giovane barone Giovanni Salis venne incaricato dal padre Rodolfo di spostare la propria sede da Soglio (in Val Bregaglia) a Tirano, per meglio gestire i larghi possedimenti terrazzati e coltivati a viti e castagni. Essendo un ramo dei Salis convertito al cattolicesimo, i Salis Zizers si trovavano in una posizione ottimale: protetti dal vescovo di Como, da cui gli derivarono moltissime proprietà, godevano, in quanto svizzeri, dei privilegi e fiducia del governo della Repubblica delle Tre Leghe, riferimento politico e di governo, anche se con diversi livelli di sudditanza, della Valtellina di allora. Il palazzo, rimasto sempre in mano alla medesima famiglia, espone oggi opere di grande rilevanza storico-culturale, come una copia manoscritta del 1531 dei famosi "Statuti di Valtellina", citati nella Guerra di Valtellina, ed il diploma comitale originale con il quale l'imperatore asburgico Leopoldo I attribuiva nel 1694 a Giovanni Salis ed alla sua discendenza il titolo di Conte del Sacro Romano Impero. Il commercio del vino, non solo nei Gigioni, ma anche in Germania, assicurò ai Salis il radunare una immensa ricchezza.

## Altre immagini

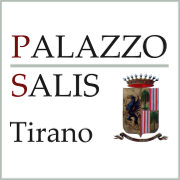
Logo del museo (2016)
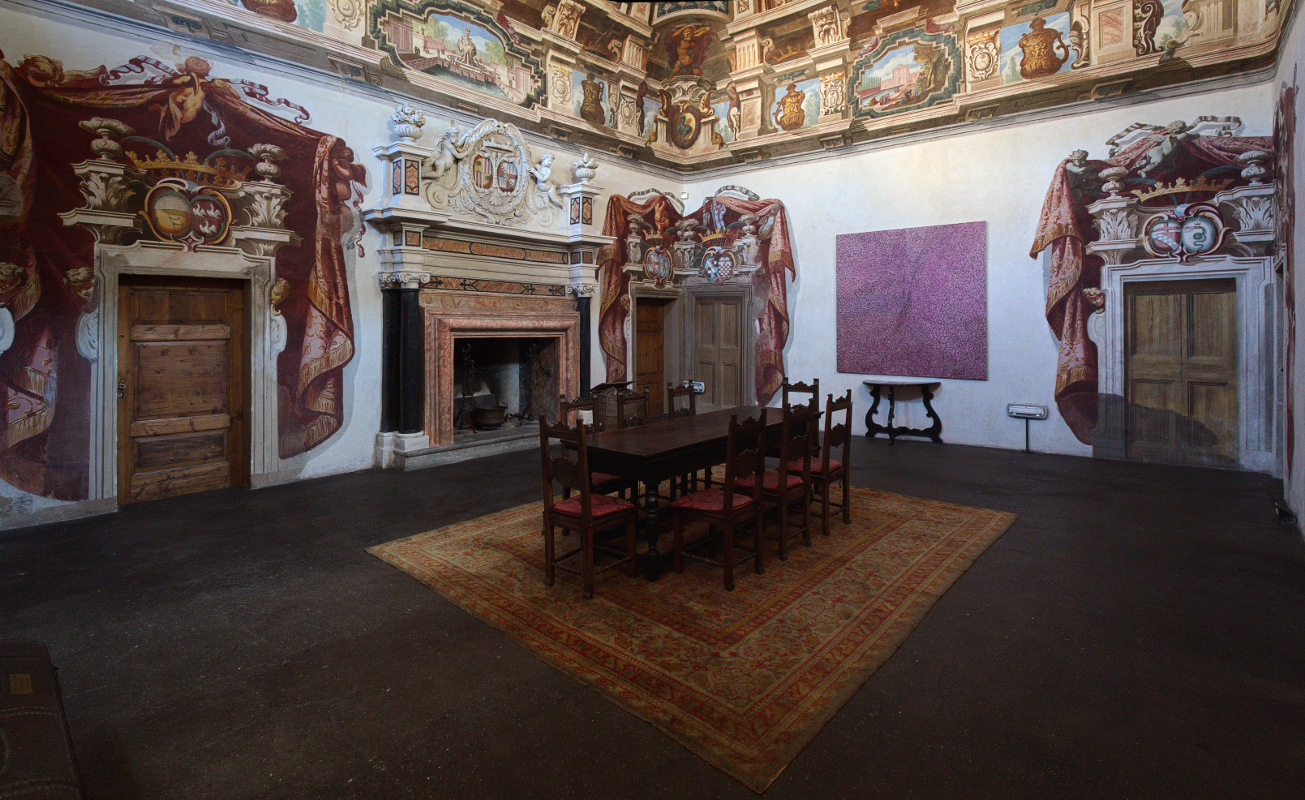
Saloncello
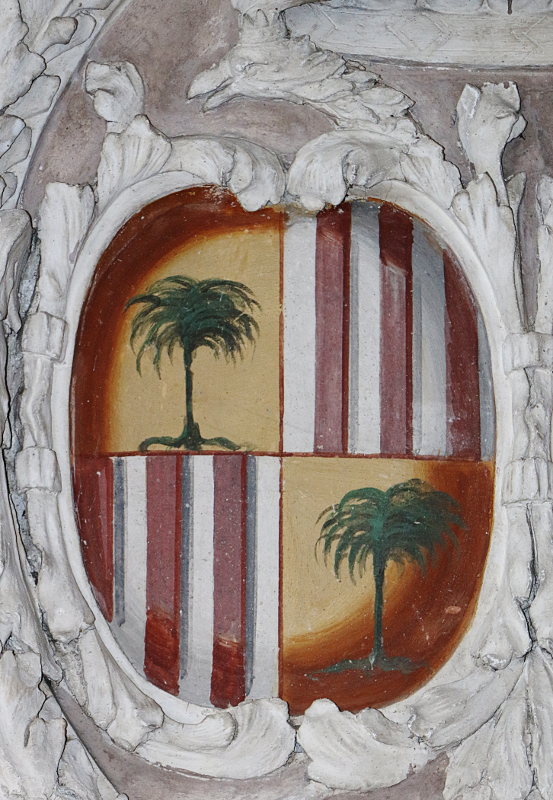
Stemma comitale, 1694
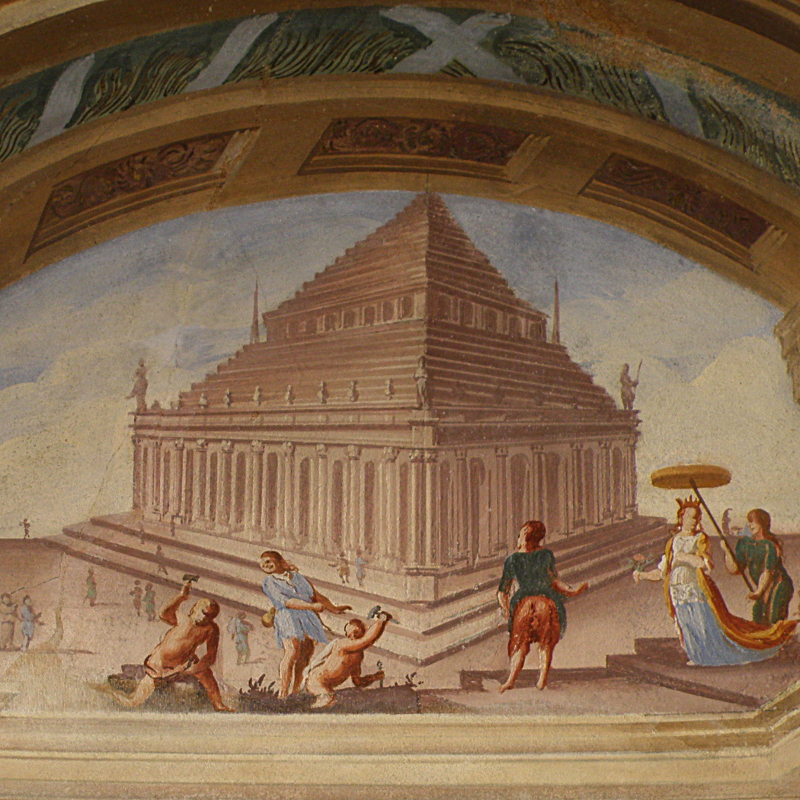
Mausoleo di Alicarnasso, Sala delle Meraviglie
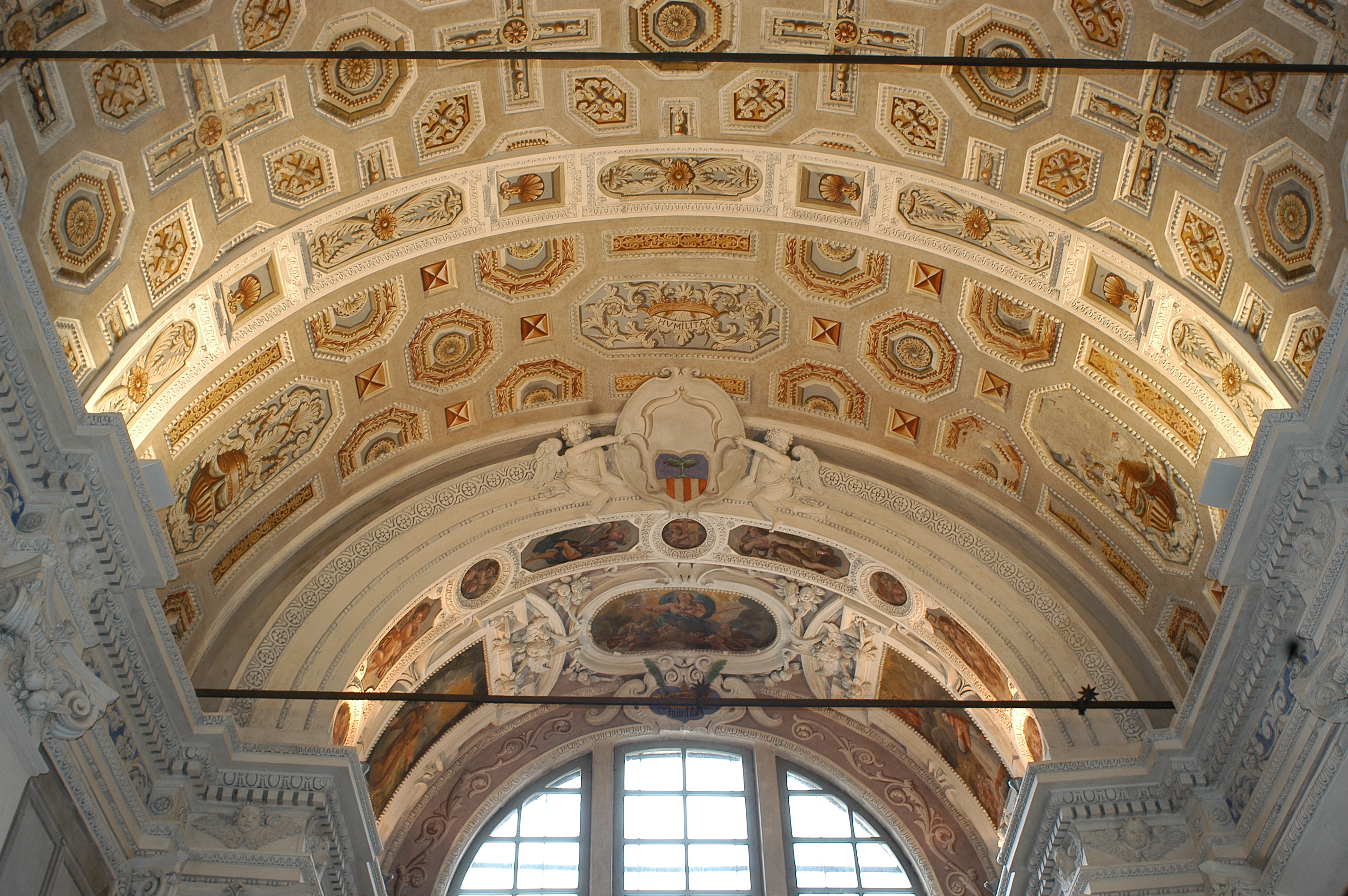
Volta della chiesa di San Carlo Borromeo
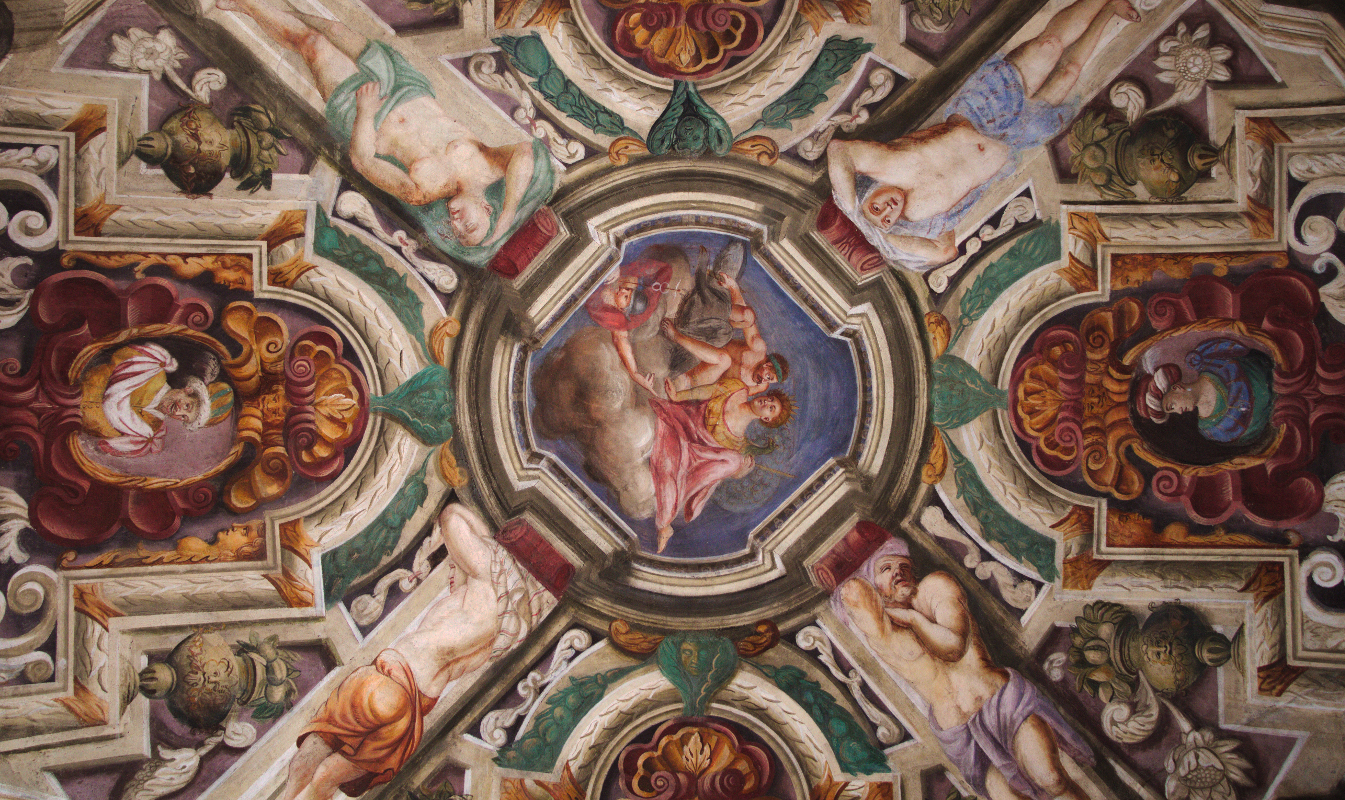
Sala dei Turchi
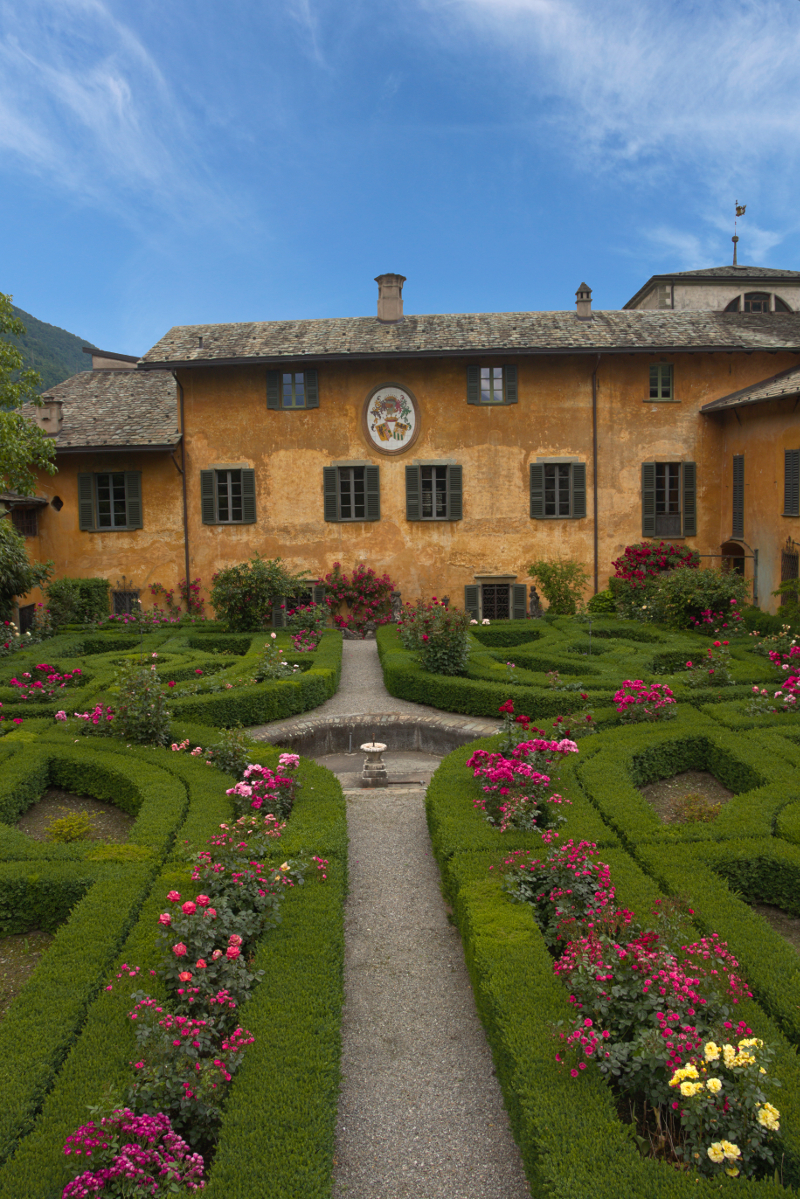
Giardino
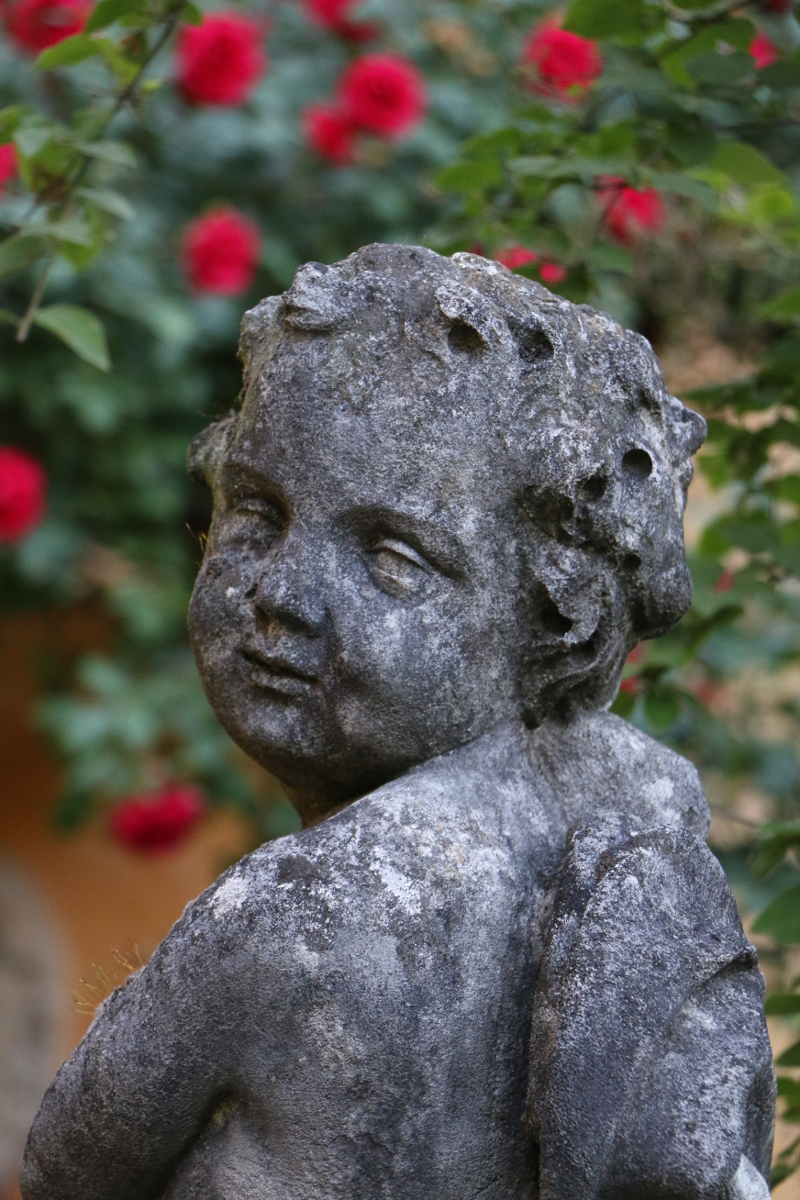
Giardino, puto
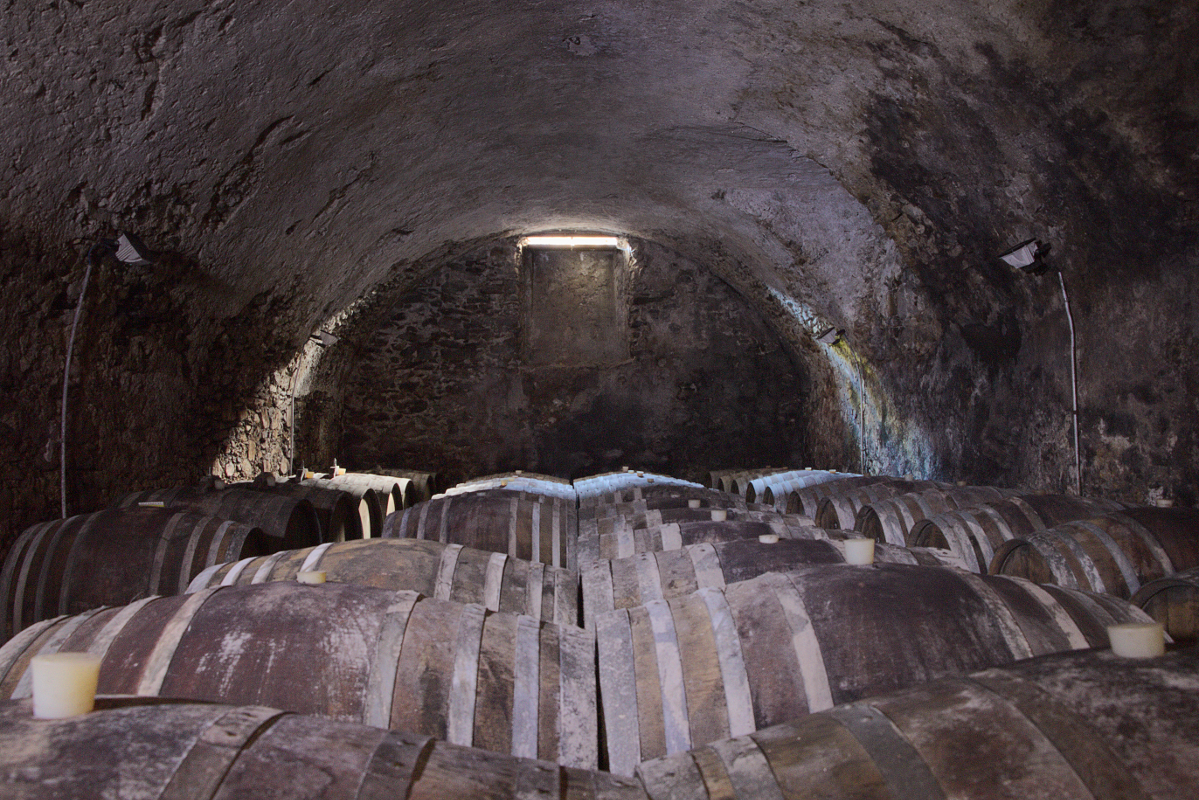
Cantina
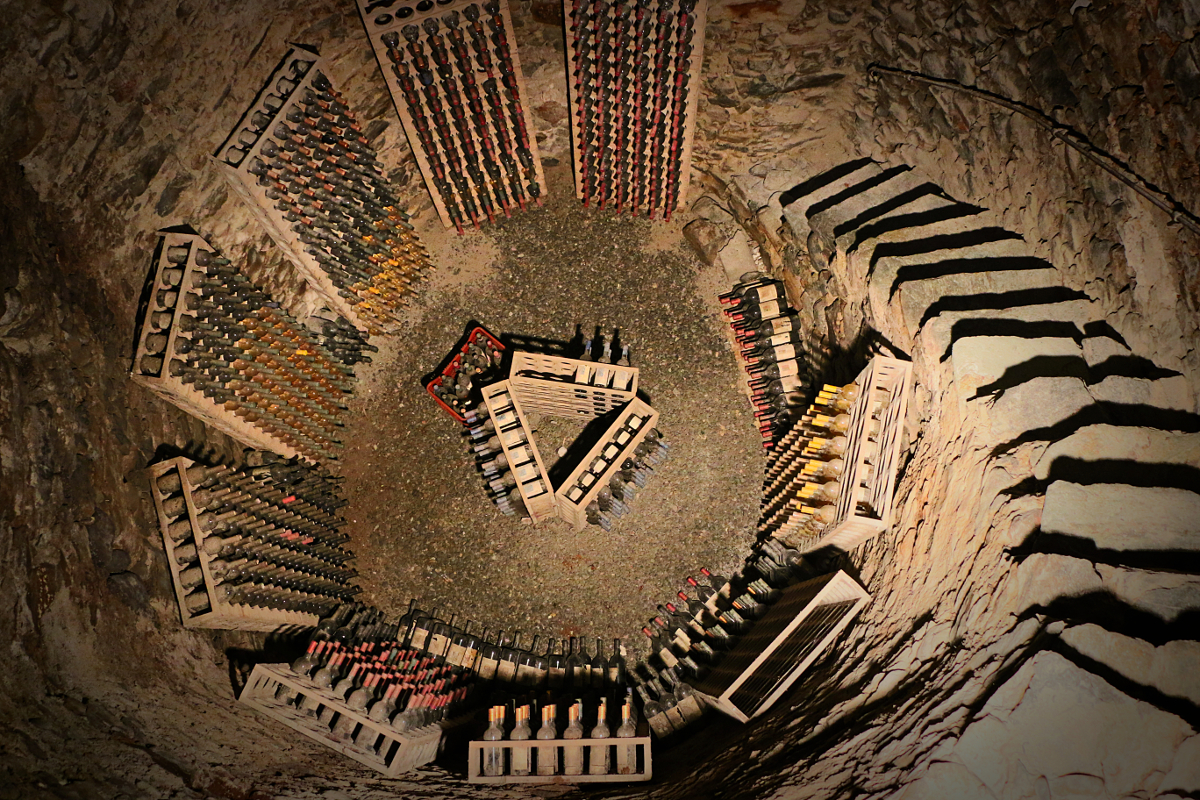
Ghiacciaia